# Vagli Sotto
Vagli Sotto là một đô thị ở tỉnh Lucca trong vùng Toscana, có cự ly khoảng 90 km về phía tây bắc của Florence và khoảng 35 km về phía tây bắc của Lucca. Tại thời điểm ngày 31 tháng 12 năm 2004, đô thị này có dân số 1.080 người và diện tích là 41 km².
Đô thị Vagli Sotto có các frazioni (đơn vị trực thuộc, chủ yếu là các làng) Roggio Italian Link and Vagli Sopra.
Vagli Sotto giáp các đô thị: Camporgiano, Careggine, Massa, Minucciano, Stazzema.